# Jeber-Bergfrieden
Jeber-Bergfrieden este o comună din landul Saxonia-Anhalt, Germania.